# Gustav Georg Lange
Gustav Georg Lange (geboren am 6. Januar 1812 in Darmstadt; gestorben am 4. August 1873 ebenda) war ein deutscher Buchhändler, Drucker, Verleger und Zeichner. Er betrieb einen auf illustrierte Topographien spezialisierten Verlag mit Druckerei in Darmstadt.

## Leben
Gustav Georg Lange war der Sohn des Militärbeamten Christian Friedrich Lange (1759–1840), der Generalstabs-Auditeur in Darmstadt war, und der Karoline Friederike Stockmar (1776–1838). Er besuchte das Darmstädter Gymnasium und ließ sich in Frankfurt am Main zum Buchhändler ausbilden. 1831 oder 1832 gründete er eine Kunst- und Buchhandlung in Darmstadt. Ende 1835 eröffnete er zusätzlich eine Kupfer- und Stahldruckerei in der Darmstädter Rheinstraße 47. Langes Geschäft expandierte schnell und spezialisierte sich auf topographische Publikationen, die er in relativ hohen Auflagen zuletzt auf 16 Pressen im Stahlstichverfahren herstellte. 1842 wurde ein eigenes Druckereigebäude eröffnet.
Die weitere Entwicklung des Verlags und der Buchhandlung sind unklar; in den 1850er und 1870er Jahren sollen Teile von anderen Unternehmern übernommen worden sein.
Über Langes Todesdatum gibt es keine Einigkeit: Einige biographische Nachschlagewerke geben als Todesjahr 1843 an. Am 14. November 1851 wurde der Buch- und Kunsthändler Gustav Georg Lange, 39 Jahre alt, vor dem Großherzoglich Hessischen Obergericht zu Mainz als Zeuge vernommen. Das Stadtlexikon Darmstadt nennt 1873, Karl Esselborn den 4. August 1873, Katharina Bott „nach 1876“.
Lange war mit Sophie Eleonore Illig, einer Verwandten des Uhrmachers Moritz Friedrich Illig, verheiratet.

## Werk

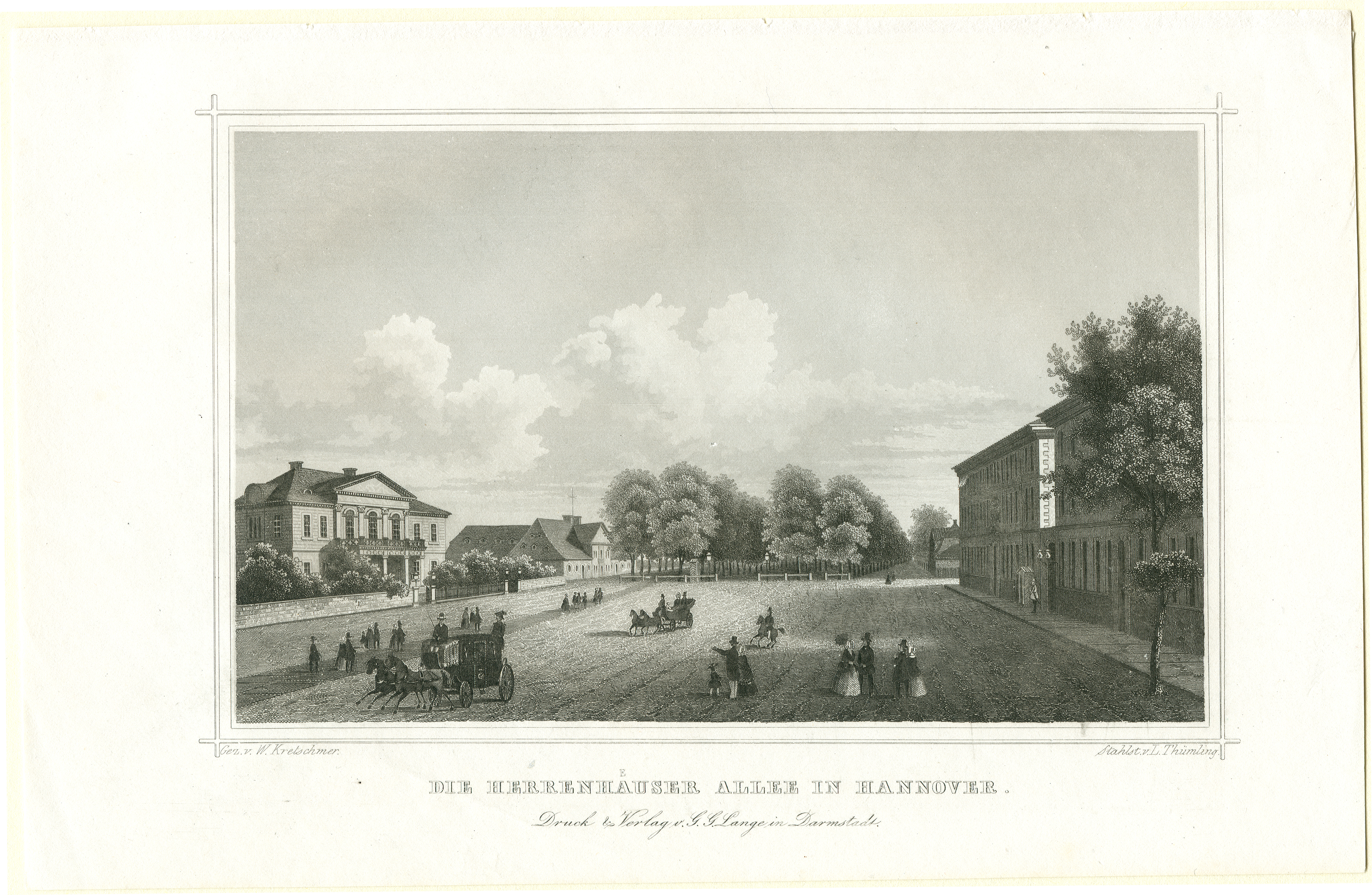
„Die Herrenhäuser Allee in Hannover“, gesehen vom Königsworther Platz;
Stahlstich von Ludwig Thümling nach Wilhelm Kretschmer,
Einzelblatt aus dem Verlag Gustav Georg Lange in Darmstadt

Gemeinsam mit seinen Brüdern, dem Landschaftsmaler Julius Lange und dem Architekten Ludwig Lange, schuf er die Original-Ansichten der historisch-merkwürdigsten Städte in Deutschland, ihrer Dome, Kirchen und sonstigen Baudenkmale, die von 1832 bis 1856 in sechs Bänden erschienen und etwa 1500 Stahlstiche enthielten, unter anderem von Ernst Rauch, Karl Rauch, Gustav Adolph Müller und Johann Gabriel Friedrich Poppel. Die Brüder lieferten zahlreiche Vorlagen für die Stiche. Langes Projekt, das er schon längere Zeit geplant hatte, war in dieser Form neuartig und seine Ausführung von hoher Qualität. Ab dem Erscheinen des ersten Hefts im Herbst 1832 fanden die Ansichten schnelle Verbreitung.
Als weitere landeskundliche Publikationen erschienen bei Lange Topographien des Großherzogtums Baden und der Königreiche Preußen und Hannover sowie die von Wilhelm Wagner herausgegebene Geschichte und Beschreibung von Darmstadt und seiner Umgebung.

## Weitere Mitarbeiter
- Emil Höfer[10]
- Friedrich Foltz[11]